# Рэгдолл
Рэгдо́лл (англ. Ragdoll — «тряпичная кукла») — порода крупных полудлинношёрстных кошек.

## История
Порода выведена в США в 1960-х годах заводчиком персидских кошек из Калифорнии Энн Бейкер. Кошки отбирались по наиболее мягкому характеру, в результате чего они могут полностью расслабляться на руках у человека, что и дало название породы.
Какие именно породы использовали для получения рэгдолла — неизвестно. Но у хозяйки была любимица: длинношерстная белая кошка по кличке Жозефина, которая попала под автомобиль, а после прохождения лечения, по мнению хозяйки, имела заторможенную реакцию и изменения в поведении. Сама Энн Бейкер была уверена в том, что подобные перемены вызваны некими лабораторными опытами, которые якобы провели, пока кошка проходила реабилитацию.

## Общие
Средний вес кошек 4—6 кг, взрослых котов 7—10 кг. Голова имеет форму широкого клина, уши широко расставлены в стороны и имеют округлые кончики, иногда с кисточками, большие овальные глаза голубого цвета, нос прямой с выраженным переносьем, средней длины. Большое, удлинённое, массивное тело, широкая грудь, сильная шея и длинный, хорошо опушенный хвост. Глаза только голубые или синие. Окрасы: классический поинтовый (без белого), миттед (белый подбородок, живот, на передних лапках тапочки, на задних гольфы) и биколор (темная «шапочка», спина и хвост, белый треугольник на мордочке и все остальные участки тела), оттенки окраса: силовый (темно-коричневый), голубой (серый), лиловый (светло-серый, шоколадный (коричневый), кремовый, красный (рыжий), так же возможен вариант трехцветного (черепахового) окраса кошек. Кошки рэгдолл поздно взрослеют: к 6 годам. Спокойные, полностью ориентированы на человека (кошка-компаньон), не выпускают когтей при игре. Самцы значительно превосходят самок по длине и весу. 78% доживают до 10 лет (или 30).

## Характер
Кошки породы рэгдолл ласковы, довольно умны и игривы, им нравится лежать на коленях. Отличительной особенностью породы является то, что если взять их на руки, они просто падают в объятия того, кто их держит, что придает им вид гибкой тряпичной куклы. Эта черта вместе с их покладистым характером делает их отличными питомцами.